# Distrito de Moho
El distrito de Moho es la sede y también uno de los 4 distritos que conforman la provincia de Moho, ubicada en el departamento de Puno en el sudeste del Perú, bajo la administración del Gobierno regional de Puno.
Desde el punto de vista jerárquico de la Iglesia católica forma parte de la Prelatura de Juli en la arquidiócesis de Arequipa.

## Historia
El distrito fue creado en los primeros años de la República como parte de la provincia de Huancané, pasando a ser parte de la provincia de Moho, creada en 1989.

## Geografía
Situado en la parte central de la Moho entre la ribera del Lago Titicaca y la frontera  con Bolivia. Linda al norte con la provincia de Huancané, distritos de Vilque Chico y de  Rosaspata; al sur  con los distritos de Conina y de Tilali; al este con Bolivia y al oeste con el lago.

## Demografía
La población estimada en el año 2000 es de 20 489 habitantes.

## Autoridades

### Municipales
- 2019 - 2022[3]
  - Alcalde: Juan José Tinta Mamani, del Movimiento de Integración por el Desarrollo Regional (Mi Casita).
  - Regidores:

  1. Albino Quispe Capajaña (Movimiento de Integración por el Desarrollo Regional (Mi Casita))
  2. Oscar Condori Huanca (Movimiento de Integración por el Desarrollo Regional (Mi Casita))
  3. Rubén Valencia Quispe (Movimiento de Integración por el Desarrollo Regional (Mi Casita))
  4. Ana Ruzmeri Rojas Mamani (Movimiento de Integración por el Desarrollo Regional (Mi Casita))
  5. Raúl Condori Mamani (Movimiento de Integración por el Desarrollo Regional (Mi Casita))
  6. Belisario Abundio Mamani Sillo (Frente Amplio para el Desarrollo del Pueblo)
  7. Alexander Durán Quispe Tito (Gestionando Obras y Oportunidades con Liderazgo)

## Festividades
- Señor de la Exaltación - Cruz de Mayo